# Vernaya fulva
Vernaya fulva es una especie de roedor de la familia Muridae. Lleva el nombre del explorador Arthur Vernay. 

## Distribución geográfica
Se encuentra en China y  Myanmar.